# Coupe d'Angleterre de rugby à XIII
La Challenge Cup est une compétition de rugby à XIII à élimination directe, fondée en 1896 en Angleterre et régie par la Rugby Football League. Initialement strictement anglaise, la compétition est devenue internationale avec l'inclusion de clubs gallois, écossais, français, russes,  d'un club canadien et d'un club serbe.

## Histoire
En 1897, Batley a battu Saint Helens devant une petite foule à Headingley, ensuite l’événement s’est développé pour être non seulement un événement de la Rugby League, mais un des plus grands événements sportifs en Grande-Bretagne.
À partir de 1927, la finale, habituellement jouée dans le nord de l'Angleterre, se joue à Londres, au stade olympique de Wembley.
La Cup n'a pas été jouée durant la Première Guerre mondiale et en 1940. Cette compétition s’est élargie récemment en accueillant des équipes venues de France, d'Écosse, du Pays de Galles, d'Irlande et de Russie. En 2019, une équipe serbe est admise, l’Étoile Rouge de Belgrade.
La meilleure performance d'un club français a été réalisée par les Dragons Catalans qui, en 2018, l'ont emporté. Ils avaient déjà atteint la finale en 2007.

## L'étrange affaire de l'exclusion de Toronto et de Toulouse en 2018

Logo de la Challenge Cup en 2018.

La victoire des Dragons catalans en 2018 a eu une conséquence originale dans le monde de l'organisation des évènements sportifs. Aussi extraordinaire (au sens de sortant de l'ordinaire) que soit la victoire d'une équipe française dans la compétition en 2018, celle-ci a amené les organisateurs à prendre une décision inhabituelle. Considérant que la qualification en finale des Dragons catalans aurait eu pour conséquence une recette moindre qu'une finale opposant deux équipes anglaises traditionnelles du championnat, les organisateurs craignent qu'un trop beau parcours des Dragons catalans, de Toronto ou de Toulouse n'entraine une diminution des recettes de billetterie. 
Pour s'en prémunir, ils demandent aux équipes étrangères majeures comme Toronto, Toulouse, et les Dragons le versement d'une somme de 750 000 £ pour avoir le droit de disputer la compétition. Les Canadiens et les Toulousains refusent rapidement ces conditions draconiennes (qui s'ajoutent déjà à leurs frais de logistiques importantes). Les Dragons catalans refusent dans  un premier temps également cette sorte de caution, mais après des négociations entre le club et la RFL, les Dragons catalans disputent finalement la coupe.

## Fonctionnement
8 tours :
- Tour préliminaire, premier tour et second tour : équipes amatrices de toutes les Îles britanniques (British Amateur Rugby League Association, Army, Navy et RAF) et une équipe serbe (en 2019)
- Troisième tour : deux équipes russes, quatre françaises (une seule en 2019) et les équipes semi-pro de National Leagues
- Quatrième tour : entrée des douze équipes de Super League
- Cinquième tour : 16 équipes restantes
- Quarts de finale : 8 équipes restantes
- Demi-finales : sur terrain neutre
- Finale

## Palmarès

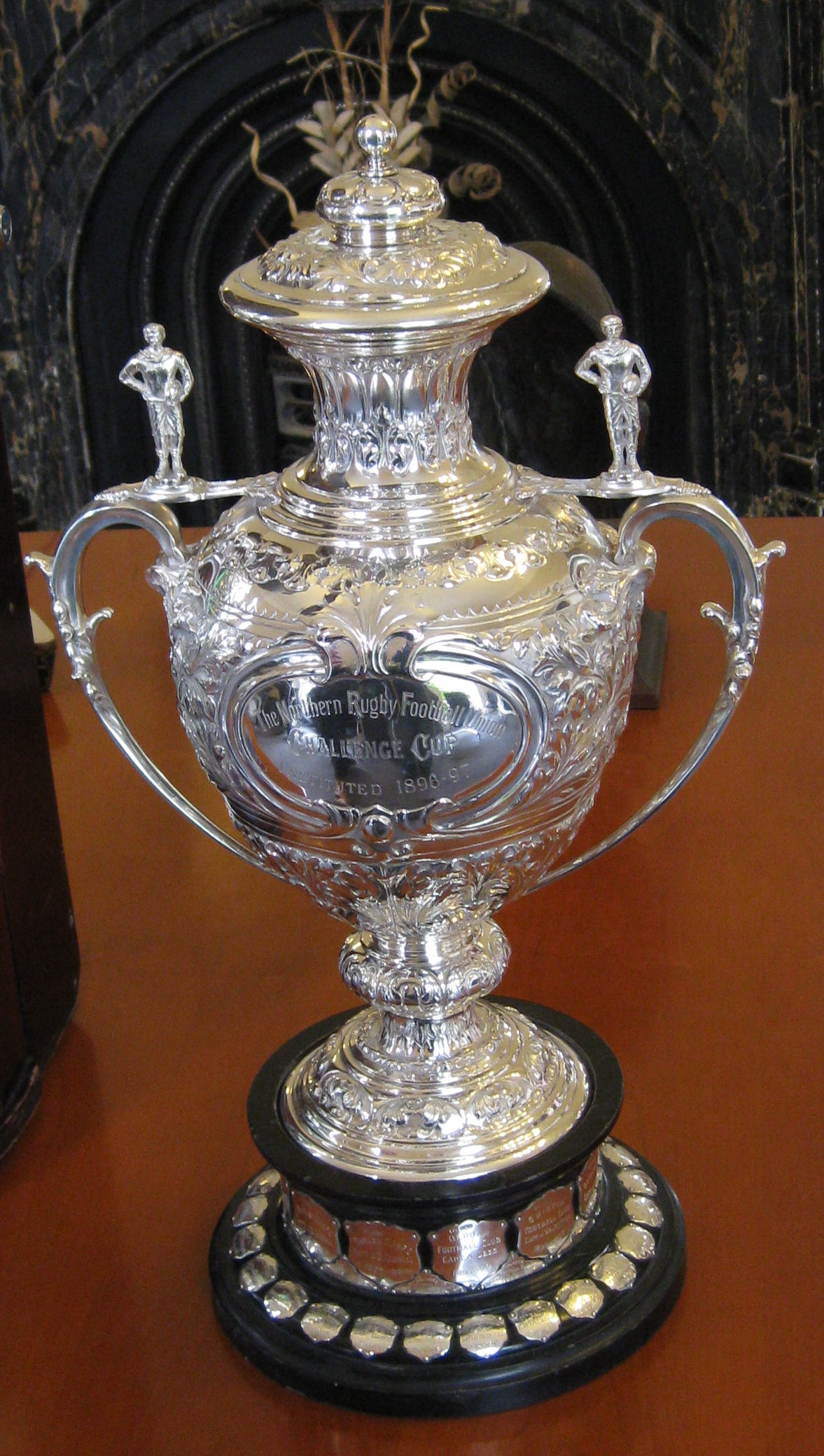
Photo du trophée de 1897.

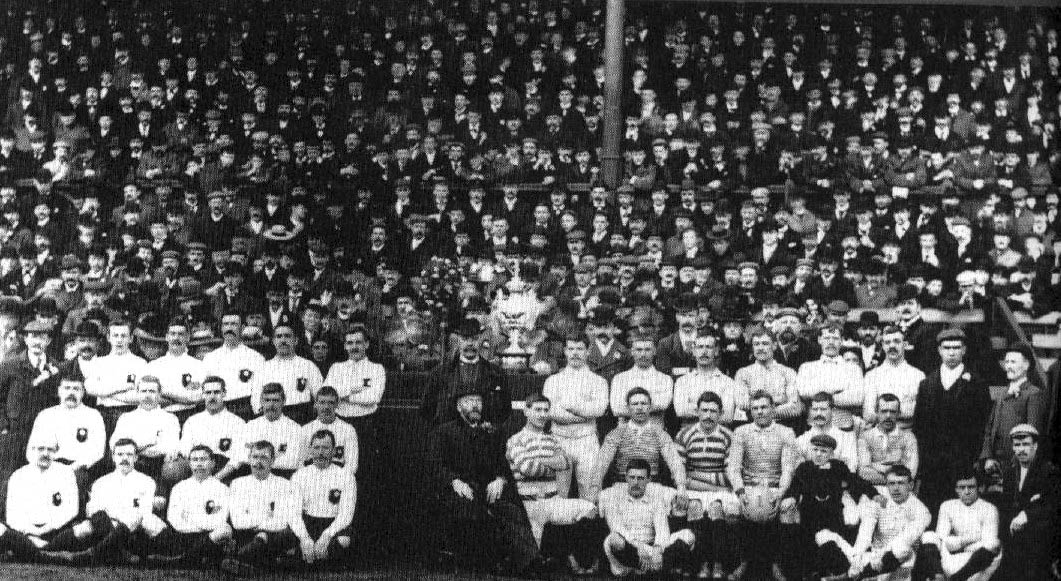
Photo lors de la première finale de la Coupe d'Angleterre en 1897.

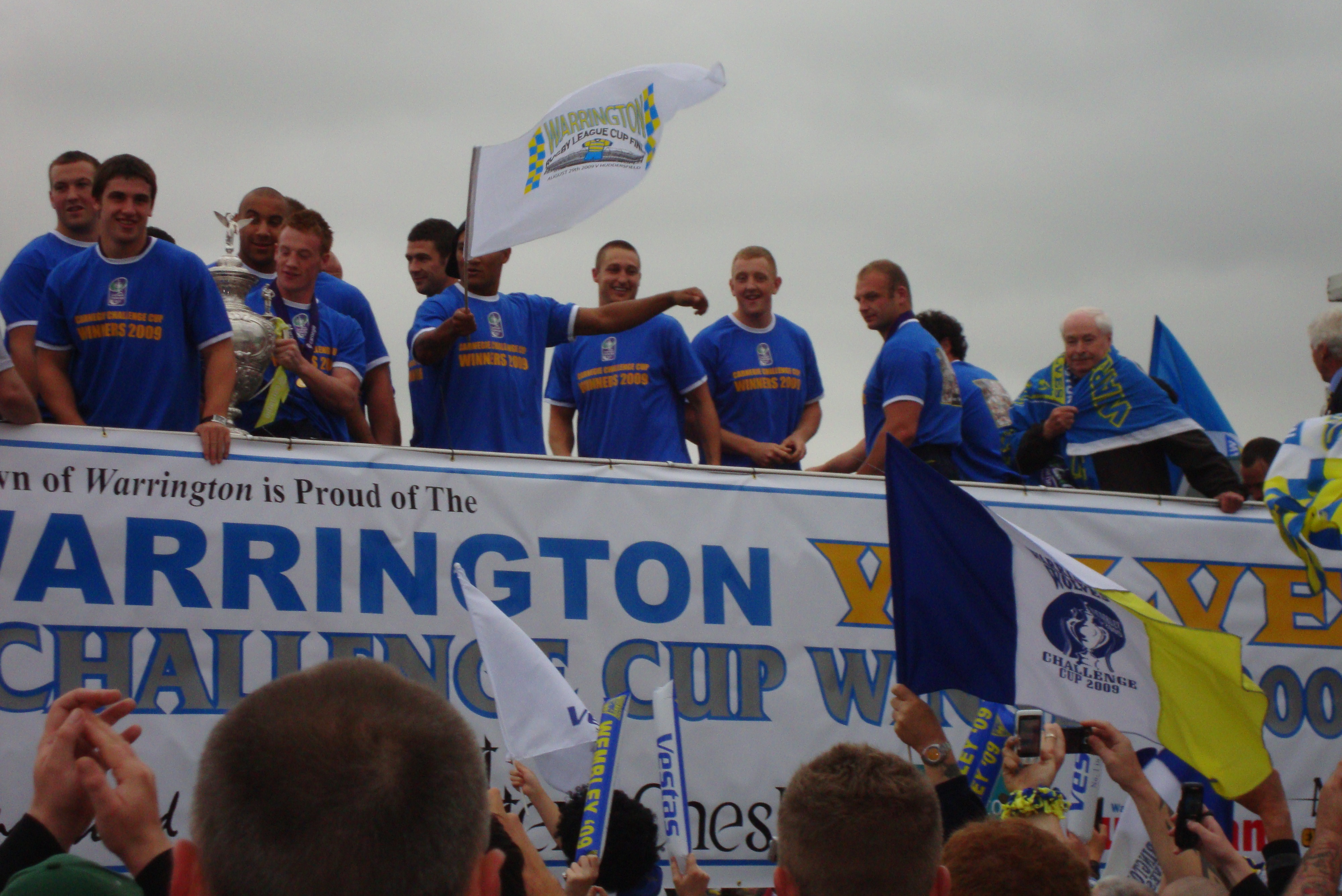
Photo lors de la victoire des Wolves de Warrington en 2009.

| Année       | Vainqueur         | Score           | Finaliste         | Lieu de la finale/Stade | Affluence |
| ----------- | ----------------- | --------------- | ----------------- | ----------------------- | --------- |
| 1897        | Batley            | 10 – 3          | St Helens         | Leeds                   | 13 492    |
| 1898        | Batley            | 7 – 0           | Bradford          | Leeds                   | 27 941    |
| 1899        | Oldham            | 19 – 9          | Hunslet           | Manchester              | 15 763    |
| 1900        | Swinton           | 16 – 8          | Salford           | Manchester              | 17 864    |
| 1901        | Batley            | 6 - 0           | Warrington        | Leeds                   | 29 563    |
| 1902        | Broughton         | 25 - 0          | Salford           | Rochdale                | 15 006    |
| 1903        | Halifax           | 7 - 0           | Salford           | Leeds                   | 32 507    |
| 1904        | Halifax           | 8 - 3           | Warrington        | Salford                 | 17 041    |
| 1905        | Warrington        | 6 - 0           | Hull KR           | Leeds                   | 19 638    |
| 1906        | Bradford          | 5 - 0           | Salford           | Leeds                   | 15 834    |
| 1907        | Warrington        | 17 - 3          | Oldham            | Broughton (Salford)     | 18 500    |
| 1908        | Hunslet           | 14 - 0          | Hull FC           | Huddersfield            | 18 000    |
| 1909        | Wakefield Trinity | 17 - 0          | Hull FC           | Leeds                   | 23 587    |
| 1910 réjoué | Leeds             | 7 - 7           | Hull FC           | Huddersfield            | 11 608    |
| 1910 réjoué | Leeds             | 26 - 12         | Hull FC           | Huddersfield            | 19 413    |
| 1911        | Broughton         | 4 - 0           | Wigan             | Salford                 | 8 000     |
| 1912        | Dewsbury          | 8 - 5           | Oldham            | Leeds                   | 15 271    |
| 1913        | Huddersfield      | 9 - 5           | Warrington        | Leeds                   | 22 754    |
| 1914        | Hull FC           | 6 - 0           | Wakefield Trinity | Halifax                 | 19 000    |
| 1915        | Huddersfield      | 37 - 3          | St Helens         | Oldham                  | 8 000     |
| 1920        | Huddersfield      | 21 - 10         | Wigan             | Leeds                   | 14 000    |
| 1921        | Leigh             | 13 - 0          | Halifax           | Broughton (Salford)     | 25 000    |
| 1922        | Rochdale Hornets  | 10 - 9          | Hull FC           | Leeds                   | 32,596    |
| 1923        | Leeds             | 28 - 3          | Hull FC           | Wakefield               | 29 335    |
| 1924        | Wigan             | 21 - 4          | Oldham            | Rochdale                | 41 831    |
| 1925        | Oldham            | 16 - 3          | Hull KR           | Leeds                   | 28 335    |
| 1926        | Swinton           | 9 - 3           | Oldham            | Rochdale                | 27 000    |
| 1927        | Oldham            | 26 - 7          | Swinton           | Wigan                   | 33 448    |
| 1928        | Swinton           | 5 - 3           | Warrington        | Wigan                   | 33 909    |
| 1929        | Wigan             | 13 - 2          | Dewsbury          | Wembley                 | 41 500    |
| 1930        | Widnes            | 10 - 3          | St Helens         | Wembley                 | 36 544    |
| 1931        | Halifax           | 22 - 8          | York              | Wembley                 | 40 368    |
| 1932        | Leeds             | 11 - 8          | Swinton           | Wigan                   | 29 000    |
| 1933        | Huddersfield      | 21 - 17         | Warrington        | Wembley                 | 41 874    |
| 1934        | Hunslet           | 11 - 5          | Widnes            | Wembley                 | 41 280    |
| 1935        | Castleford        | 11 - 8          | Huddersfield      | Wembley                 | 39 000    |
| 1936        | Leeds             | 18 - 2          | Warrington        | Wembley                 | 51 250    |
| 1937        | Widnes            | 18 - 5          | Keighley          | Wembley                 | 47 699    |
| 1938        | Salford           | 7 - 4           | Barrow            | Wembley                 | 51 243    |
| 1939        | Halifax           | 20 - 3          | Salford           | Wembley                 | 55 453    |
| 1941        | Leeds             | 19 - 2          | Halifax           | Bradford                | 28 500    |
| 1942        | Leeds             | 15 - 10         | Halifax           | Bradford                | 15 250    |
| 1943        | Dewsbury          | 16 - 9          | Leeds             | Dewsbury                | 10 470    |
| 1943        | Leeds             | 6 - 0           | Dewsbury          | Leeds                   | 16 000    |
| 1943        | Dewsbury          | 16 - 15         | Leeds             | (score cumulé)          | n/a       |
| 1944        | Bradford          | 0 - 3           | Wigan             | Wigan                   | 22 000    |
| 1944        | Bradford          | 8 - 0           | Wigan             | Bradford                | 30 000    |
| 1944        | Bradford          | 8 - 3           | Wigan             | (score cumulé)          | n/a       |
| 1945        | Huddersfield      | 7 - 4           | Bradford          | Huddersfield            | 9 041     |
| 1945        | Huddersfield      | 6 - 5           | Bradford          | Bradford                | 17 500    |
| 1945        | Huddersfield      | 13 - 9          | Bradford          | (score cumulé)          | n/a       |
| 1946        | Wakefield Trinity | 13 - 12         | Wigan             | Wembley                 | 54 730    |
| 1947        | Bradford          | 8 - 4           | Leeds             | Wembley                 | 77 605    |
| 1948        | Wigan             | 8 - 3           | Bradford          | Wembley                 | 71 465    |
| 1949        | Bradford          | 12 - 0          | Halifax           | Wembley                 | 95 050    |
| 1950        | Warrington        | 19 - 0          | Widnes Vikings    | Wembley                 | 94 249    |
| 1951        | Wigan             | 10 - 0          | Barrow            | Wembley                 | 94 262    |
| 1952        | Workington Town   | 18 - 10         | Featherstone      | Wembley                 | 72 093    |
| 1953        | Huddersfield      | 15 - 10         | St Helens         | Wembley                 | 89 588    |
| 1954 réjoué | Warrington        | 4 - 4           | Halifax           | Wembley                 | 81 841    |
| 1954 réjoué | Warrington        | 18 - 4          | Halifax           | Bradford                | 102 569   |
| 1955        | Barrow            | 21 - 12         | Workington Town   | Wembley                 | 66 513    |
| 1956        | St Helens         | 13 - 2          | Halifax           | Wembley                 | 79 341    |
| 1957        | Leeds             | 9 - 7           | Barrow            | Wembley                 | 76 318    |
| 1958        | Wigan             | 13-9            | Workington Town   | Wembley                 | 66 109    |
| 1959        | Wigan             | 30 - 13         | Hull FC           | Wembley                 | 79 811    |
| 1960        | Wakefield Trinity | 38 - 5          | Hull FC           | Wembley                 | 79 773    |
| 1961        | St Helens         | 12 - 6          | Wigan             | Wembley                 | 94 672    |
| 1962        | Wakefield Trinity | 12 - 6          | Huddersfield      | Wembley                 | 81 263    |
| 1963        | Wakefield Trinity | 25 - 10         | Wigan             | Wembley                 | 84 492    |
| 1964        | Widnes            | 13 - 5          | Hull KR           | Wembley                 | 84 488    |
| 1965        | Wigan             | 20 - 16         | Hunslet           | Wembley                 | 89 016    |
| 1966        | St Helens         | 21 - 2          | Wigan             | Wembley                 | 98 536    |
| 1967        | Featherstone      | 17 - 12         | Barrow            | Wembley                 | 76 290    |
| 1968        | Leeds             | 11 - 10         | Wakefield Trinity | Wembley                 | 87 100    |
| 1969        | Castleford        | 11 - 6          | Salford           | Wembley                 | 97 939    |
| 1970        | Castleford        | 7 - 2           | Wigan             | Wembley                 | 95 255    |
| 1971        | Leigh             | 24 - 7          | Leeds             | Wembley                 | 85 514    |
| 1972        | St Helens         | 16 - 13         | Leeds             | Wembley                 | 89 495    |
| 1973        | Featherstone      | 33 - 14         | Bradford          | Wembley                 | 72 395    |
| 1974        | Warrington        | 24 -9           | Featherstone      | Wembley                 | 77 400    |
| 1975        | Widnes            | 14 - 7          | Warrington        | Wembley                 | 85 098    |
| 1976        | St Helens         | 20 - 5          | Widnes            | Wembley                 | 89 982    |
| 1977        | Leeds             | 16 - 7          | Widnes            | Wembley                 | 80 871    |
| 1978        | Leeds             | 14 - 12         | St Helens         | Wembley                 | 96 000    |
| 1979        | Widnes            | 12 - 3          | Wakefield Trinity | Wembley                 | 94 218    |
| 1980        | Hull KR           | 10 - 5          | Hull FC           | Wembley                 | 95 000    |
| 1981        | Widnes            | 18 - 9          | Hull KR           | Wembley                 | 92 496    |
| 1982 réjoué | Hull FC           | 14 - 14         | Widnes            | Wembley                 | 92 147    |
| 1982 réjoué | Hull FC           | 18 - 9          | Widnes            | Leeds                   | 41 171    |
| 1983        | Featherstone      | 14 - 12         | Hull FC           | Wembley                 | 84 969    |
| 1984        | Widnes            | 19 - 6          | Wigan             | Wembley                 | 80 116    |
| 1985        | Wigan             | 28 - 24         | Hull FC           | Wembley                 | 99 801    |
| 1986        | Castleford        | 15 - 14         | Hull KR           | Wembley                 | 82 134    |
| 1987        | Halifax           | 19 - 18         | St Helens         | Wembley                 | 91 267    |
| 1988        | Wigan             | 32 - 12         | Halifax           | Wembley                 | 94 273    |
| 1989        | Wigan             | 27 - 0          | St Helens         | Wembley                 | 78 000    |
| 1990        | Wigan             | 36 - 14         | Warrington        | Wembley                 | 77 729    |
| 1991        | Wigan             | 13 – 8          | St Helens         | Wembley                 | 75 532    |
| 1992        | Wigan             | 28 – 12         | Castleford        | Wembley                 | 77 286    |
| 1993        | Wigan             | 20 – 14         | Widnes            | Wembley                 | 77 684    |
| 1994        | Wigan             | 26 – 16         | Leeds             | Wembley                 | 78 348    |
| 1995        | Wigan             | 30 – 10         | Leeds             | Wembley                 | 78 550    |
| 1996        | St Helens         | 40 – 32         | Bradford          | Wembley                 | 75 994    |
| 1997        | St Helens         | 32 – 22         | Bradford          | Wembley                 | 78 022    |
| 1998        | Sheffield         | 17 – 8          | Wigan             | Wembley                 | 60 669    |
| 1999        | Leeds             | 52 – 16         | London Broncos    | Wembley                 | 73 242    |
| 2000        | Bradford          | 24 – 18         | Leeds             | Murrayfield             | 67 247    |
| 2001        | St Helens         | 13 – 6          | Bradford          | Twickenham Stadium      | 68 250    |
| 2002        | Wigan             | 21 – 12         | St Helens         | Murrayfield             | 62 140    |
| 2003        | Bradford          | 22 – 20         | Leeds             | Millennium Stadium      | 71 212    |
| 2004        | St Helens         | 32 – 16         | Wigan             | Millennium Stadium      | 73 734    |
| 2005        | Hull FC           | 25 – 24         | Leeds             | Millennium Stadium      | 74 000    |
| 2006        | St Helens         | 42 – 12         | Huddersfield      | Twickenham Stadium      | 65 137    |
| 2007        | St Helens         | 30 – 8          | Dragons Catalans  | Wembley                 | 84 241    |
| 2008        | St Helens         | 28 – 16         | Hull FC           | Wembley                 | 82 828    |
| 2009        | Warrington        | 25 – 16         | Huddersfield      | Wembley                 | 76 560    |
| 2010        | Warrington        | 30 – 6          | Leeds             | Wembley                 | 85 217    |
| 2011        | Wigan             | 28 – 18         | Leeds             | Wembley                 | 78 482    |
| 2012        | Warrington        | 35 – 18         | Leeds             | Wembley                 | 79 180    |
| 2013        | Wigan             | 16 – 0          | Hull FC           | Wembley                 | 78 137    |
| 2014        | Leeds             | 23 – 10         | Castleford        | Wembley                 | 77 914    |
| 2015        | Leeds             | 50 – 0          | Hull KR           | Wembley                 | 80 140    |
| 2016        | Hull FC           | 12 – 10         | Warrington        | Wembley                 | 76 235    |
| 2017        | Hull FC           | 18 – 14         | Wigan             | Wembley                 | 68 525    |
| 2018        | Dragons Catalans  | 20 – 14         | Warrington        | Wembley                 | 50 672    |
| 2019        | Warrington        | 18 – 4          | St Helens         | Wembley                 | 62 717    |
| 2020        | Leeds             | 17 – 16         | Salford           | Wembley                 | 0         |
| 2021        | St Helens         | 26 - 12         | Castleford        | Wembley                 | 40 000    |
| 2022        | Wigan             | 16 - 14         | Huddersfield      | Stade de Wembley        | 51 628    |
| 2023        | Leigh             | 17 - 16 (a. p.) | Hull KR           | Stade de Wembley        | 58 213    |
| 2024        | Wigan             | 18 - 8          | Warrington        | Stade de Wembley        | 64 845    |

## Tableau d'honneur

### Palmarès par club
| Rang | Clubs            | Titres (éditions) | Finales perdues (éditions)                                                  |
| ---- | ---------------- | --- | --------------------------------------------------------------------------- |
| 1    | Wigan            | 21 (1924, 1929, 1948, 1951, 1958, 1959, 1965, 1985, 1988, 1989, 1990, 1991, 1992, 1993, 1994, 1995, 2002, 2011, 2013, 2022 et 2024) | 12 (1911, 1920, 1944, 1946, 1961, 1963, 1966, 1970, 1984, 1998, 2004, 2017) |
| 2    | Leeds            | 14 (1910, 1923, 1932, 1936, 1941, 1942, 1957, 1968, 1977, 1978, 1999, 2014, 2015, 2020)                                             | 12 (1943, 1947, 1971, 1972, 1994, 1995, 2000, 2003, 2005, 2010, 2011, 2012) |
| 3    | St Helens        | 13 (1956, 1961, 1966, 1972, 1976, 1996, 1997, 2001, 2004, 2006, 2007, 2008, 2021)                                                   | 10 (1897, 1915, 1930, 1953, 1978, 1987, 1989, 1991, 2002, 2019)             |
| 4    | Warrington       | 9 (1905, 1907, 1950, 1954, 1974, 2009, 2010, 2012, 2019)                                                                            | 11 (1901, 1904, 1913, 1928, 1933, 1936, 1975, 1990, 2016, 2018 et 2024)     |
| 5    | Widnes           | 7 (1930, 1937, 1964, 1975, 1979, 1981, 1984)                                                                                        | 6 (1934, 1950, 1976, 1977, 1982, 1993)                                      |
| 6    | Huddersfield     | 6 (1913, 1915, 1920, 1933, 1945, 1953)                                                                                              | 5 (1935, 1962, 2006, 2009 et 2022)                                          |
| 7    | Hull FC          | 5 (1914, 1982, 2005, 2016, 2017) | 12 (1908, 1909, 1910, 1922, 1923, 1959, 1960, 1980, 1983, 1985, 2008, 2013) |
| 8    | Halifax          | 5 (1903, 1904, 1931, 1939, 1987) | 7 (1921, 1941, 1942, 1949, 1954, 1956, 1988)                                |
| 9    | Bradford         | 5 (1944, 1947, 1949, 2000, 2003) | 6 (1945, 1948, 1973, 1996, 1997, 2001)                                      |
| 10   | Wakefield        | 5 (1909, 1946, 1960, 1962, 1963) | 3 (1914, 1968, 1979)                                                        |
| 11   | Castleford       | 4 (1935, 1969, 1970, 1986) | 3 (1992, 2014 et 2021)                                                      |
| 12   | Oldham           | 3 (1899, 1925, 1927) | 4 (1907, 1912, 1924, 1926)                                                  |
| 13   | Swinton          | 3 (1900, 1926, 1928) | 2 (1927, 1932)                                                              |
| -    | Featherstone     | 3 (1967, 1973, 1983) | 2 (1952, 1974)                                                              |
| 15   | Batley           | 3 (1897, 1898, 1901) | 0 ()                                                                        |
| -    | Leigh            | 3 (1921, 1971, 2023) | 0 ()                                                                        |
| 17   | Hunslet          | 2 (1908, 1934) | 2 (1899, 1965)                                                              |
| 18   | Dewsbury         | 2 (1912, 1943) | 1 (1929)                                                                    |
| 19   | Broughton        | 2 (1902, 1911) | 0 ()                                                                        |
| 20   | Salford          | 1 (1938) | 7 (1900, 1902, 1903, 1906, 1939, 1969, 2020)                                |
| -    | Hull KR          | 1 (1980) | 7 (1905, 1925, 1964, 1981, 1986, 2015, 2023)                                |
| 22   | Barrow           | 1 (1955) | 4 (1938, 1951, 1957, 1967)                                                  |
| 23   | Dragons Catalans | 1 (2018) | 1 (2007)                                                                    |
| 24   | Rochdale         | 1 (1922) | 0 ()                                                                        |
| -    | Sheffield        | 1 (1988) | 0 ()                                                                        |
| 26   | York             | 0 () | 1 (1931)                                                                    |
| -    | Keighley         | 0 () | 1 (1937)                                                                    |
| -    | London Broncos   | 0 () | 1 (1999)                                                                    |

### Statistiques
- Plus grand nombre de victoires : 21 victoires
  - Wigan
- Plus grand nombre de victoires consécutives : 8 victoires
  - Wigan (1988, 1989, 1990, 1991, 1992, 1993, 1994, 1995)
- Plus grand nombre de finales : 33 finales
  - Wigan
- Plus grand nombre de finales consécutives : 8 finales
  - Wigan
- Plus grand écart de points en finale : 50 points
  - Leeds 50-0 Hull KR (2015)
- Plus petit nombre de points en finale : 4 points
  - Broughton 4-0 Wigan (1911)
- Plus grand nombre de points en finale : 72 points
  - St Helens 40-32 Bradford (1996)
- Plus grand nombre de points marqués en finale par le vainqueur : 52 points
  - Leeds (1999)
- Plus petit nombre de points marqués en finale par le vainqueur : 4 points
  - Broughton (1911)
- Finale la plus fréquemment jouée : 6 fois
  - Wigan - St Helens (1961, 1966, 1989, 1991, 2002, 2004)

## Sponsor
La Challenge Cup a été sponsorisé depuis 1980, permettant au sponsor d'avoir son nom accolé au trophée. Il y a eu sept sponsors, et Coral en est le dernier depuis 2019.
| Période   | Sponsor              | Nom                                |
| --------- | -------------------- | ---------------------------------- |
| 1980–1985 | State Express        | State Express Challenge Cup        |
| 1985–2001 | Silk Cut             | Silk Cut Challenge Cup             |
| 2002–2003 | Kellogg's Nutrigrain | Kellogg's Nutrigrain Challenge Cup |
| 2004–2007 | Powergen             | Powergen Challenge Cup             |
| 2008–2012 | Leeds Met Carnegie   | Carnegie Challenge Cup             |
| 2013–2014 | Tetley's             | Tetley's Challenge Cup             |
| 2015–2018 | Ladbrokes            | Ladbrokes Challenge Cup            |
| 2019–2020 | Coral                | Coral Challenge Cup                |
| 2021-     | Betfred              | Betfred Challenge Cup              |

## Récompense individuelle
Le Lance Todd Trophy récompense le meilleur joueur de la finale depuis 1946.